# Prosopocoilus bulbosus spencii
Prosopocoilus bulbosus spencii es una especie de coleóptero de la familia Lucanidae.

## Distribución geográfica
Habita en Assam (India).